# Barbula sporaphylla
Barbula sporaphylla là một loài rêu trong họ Pottiaceae. Loài này được Renauld & Cardot mô tả khoa học đầu tiên năm 1909.